# کالوا (کالیفرنیا)
کالوا (به انگلیسی: Calwa) یک منطقهٔ مسکونی در ایالات متحده آمریکا است که در شهرستان فرسنو، کالیفرنیا واقع شده‌است. کالوا ۱٫۶۱۷ کیلومتر مربع مساحت و ۲٬۰۵۲ نفر جمعیت دارد و ۸۹ متر بالاتر از سطح دریا واقع شده‌است.